# 吉姆·坎托雷
詹姆斯·D·坎托雷(英語：James D. Cantore，1964年2月16日—），又稱吉姆·坎托雷是美國氣象學家。 他因爲做爲天氣頻道的播報員而出名爲人所知。

## 職業生涯
坎托雷生於康乃狄克州比康福爾斯，但於佛蒙特州懷特河交匯村長大。1986年畢業於林登州立大學 (現爲北佛蒙特大學林登校區)。畢業那年的7月，氣象頻道給了他第一份工作，他便一直在那工作至今。坎托雷從那時開始變成了最有名的氣象播報員之一 。
坎托雷一直以來最被人稱贊的地方是，他能夠將復雜的氣象用一般大衆能夠理解的詞匯來表達。他往往會被選去現場報導惡劣天氣事件。由於天氣頻道在這些天氣事件的評價越來越高，坎托雷也開始成爲家喻戶曉的人物。
雖然他最出名的是重大天氣事件的現場報導（如颶風艾克、古斯塔夫、卡崔娜、伊莎貝爾、麗塔、安德魯、弗洛伊德、米契、邦尼、艾琳、珊迪、馬修、以及艾瑪），但其貢獻不僅於此。 早期他在天氣頻道的工作還包括了觀衆最喜愛的秋季落葉預測。 他也曾經在發現號太空梭發射、冬季世界極限運動會、PGA巡回賽、國家美式足球聯盟賽事等等場合報導過。坎托雷是美國國家天氣協會以及美國氣象學會的會員，並持有後者頒發的AMS Seal of Approval (一種準許在電視播報氣象的認證)。在2003年，因爲他在對於環境衛星技術上富有的創新的運用，他拿到了美國國家海洋暨大氣總署的David S. Johnson獎。
除了天氣頻道的現場報道，坎托雷也在天氣頻道的電視劇風暴故事裏、還有局部氣象預報電視單元Local on the 8s裏擔任解說員。
在東岸冰上曲棍球聯盟的斯托克頓雷霆隊入場影片開頭可以聽到坎托雷的聲音：「您好，這裏是天氣頻道的氣象學家吉姆·坎托雷。已經為中央山谷發布了一個特殊的天氣預報—100％的雷電」。
於NBC環球公司2008年收購天氣頻道之後，坎托雷偶爾替新聞節目《今天》的氣象播報員Al Roker代班。在2012年夏季奧林匹克運動會期間，他在倫敦替NBC主持天氣部分的節目單元。
日報Lincoln Journal Star的作家Algis Laukaitis將坎托雷稱為“氣象學家裏的搖滾明星” 。

## 知名影片
2014年1月28日，坎托雷在南卡羅來納州查爾斯頓的查爾斯頓學院進行現場直播時，突然被一名學生攻擊。他在播報的過程中注意到此學生從側邊衝過來，並及時使用膝蓋攻擊了該學生的腹部。播報的過程並沒有被此事件打斷，坎托雷是以一種不疾不徐的方式邊進行反擊邊播報。目前網路上仍可找到當時的影片。
2018年10月10日，在報導颶風麥可登陸佛羅里達州巴拿馬市海灘時，突然一塊木板迅速向坎托雷飛去，他迅速的進行閃躲，成功避開木板襲擊。該影片被上傳至Twitter後在一個小時內被點閱了超過50萬次。

## 家庭
坎托雷在天氣頻道認識了後來成爲他老婆的塔姆拉·坎托雷（娘家姓爲津恩）。他們在1993年生了一個女兒，克里斯蒂娜，在1995年生了兒子，班。塔姆拉患有帕金森氏症，而兩個小孩都有X染色體易裂症。他們在2009年離婚。吉姆·坎托雷爲這兩種疾病做慈善工作來支持Fragile X Research Foundation （FRAXA）以及Parkinson’s Unity Walk這兩個團體。他也投入時間在喜願基金會全美各地的活動，並且擔任美國紅十字會的名人閣成員。從2010年開始，坎托雷開始與CNN的Andrea Butera交往。

## 擔任解說員的作品
- 風暴故事（英语：Storm Stories）
- IntelliStar 2
- IntelliStar 2 Jr.